# Duplex halmaherensis
Duplex halmaherensis là một loài bướm đêm thuộc họ Erebidae. Nó được tìm thấy ở Halmahera và quần đảo Tenimber.
Sải cánh dài 7.5–8 mm. 